# Spilosoma apuncta
Spilosoma apuncta là một loài bướm đêm thuộc phân họ Arctiinae, họ Erebidae.